# Венценосный чибис
Венценосный чибис (лат. Vanellus coronatus) — вид птиц из семейства ржанковых. Выделяют три (по другой версии — два) подвида.

## Распространение
Обитают на побережье Красного моря в Сомали, а также к югу и юго-западу от его территории.

## Описание
Длина тела 20-34 см; масса 126—200 г (подвид coronatus). Птицы окрашены в коричневый и белый цвета. На голове — чёрная корона в белом обрамлении, что делает представителей вида весьма узнаваемыми. Самцы примерно на 3 % крупнее самок.
Питаются насекомыми, важную часть диеты составляют термиты.
МСОП присвоил виду охранный статус LC.

## Интересный факт
Изначально вид был описан Бюффоном, который, однако, не использовал систему Линнея.